# Pedalonina
Pedalonina là một chi bướm đêm thuộc họ Sesiidae.

## Các loài
- Pedalonina semimarginata  Gaede, 1929